# Cunel
Cunel é uma comuna francesa na região administrativa de Grande Leste, no departamento de Meuse. Estende-se por uma área de 4,69 km². Em 2010 a comuna tinha 16 habitantes (densidade: 3,4 hab./km²).